# Regionalväg 969

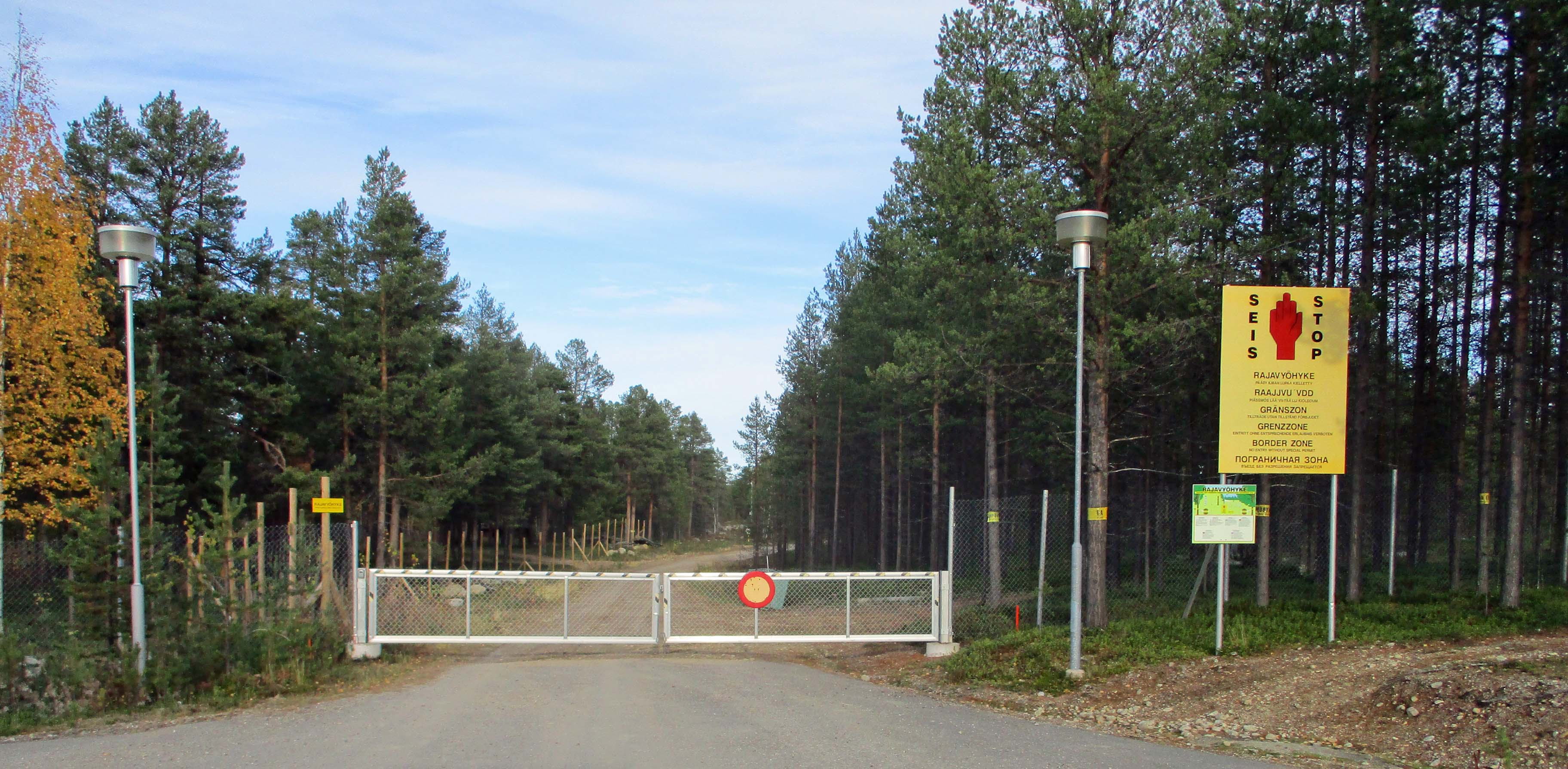
Ändpunkten nära ryska gränsen

Regionalväg 969 är en landsväg i norra Finland, runt 40 km lång. Den går från Ivalo till Virtaniemi vid ryska gränsen. Gränsen är inte öppen här. 
Under perioden 1938-1947 var den en del av Riksväg 4 som gick ända till Petsamo vid Barents hav. Vägen har kallats Ishavsvägen.
Under en period under kriget var Petsamo den enda tillgängliga hamnen för handel med västmakterna för Sverige och Finland. En livlig lastbilstrafik, Petsamotrafiken, gick mellan Petsamo och Haparanda på smala grusvägar, bland annat den väg som nu är väg 969. Petsamoområdet avträddes till Sovjetunionen 1947.
Det finns diskussioner på norskt håll, särskilt i Kirkenestrakten att bygga en ny (runt 50 km lång) väg från trakten av Virtaniemi till trakten av Nyrud i Norge (där Riksvei 885 slutar). Det skulle vara positivt för turismen i Nyrud/Pasvikdalen, som idag är avsides beläget. För Kirkenes gör det inte så stor skillnad, Stamväg 92 finns redan från Finland. Turisterna vill dock gärna ha två vägar att välja på till en plats, så de slipper åka samma väg tillbaka. Egentligen finns redan en sådan väg via Ryssland och in i Norge över en kraftverksdamm, men denna gränsövergång liksom den vid regionalväg 969 är stängda för allmänheten.